# Prairie Creek (Arkansas)
Prairie Creek est une census-designated place du comté de Benton, dans l’État américain de l'Arkansas.